# Saint-Jean-d'Heurs

Saint-Jean-d'Heurs este o comună în departamentul Puy-de-Dôme, Franța. În 1 ianuarie 2022 avea o populație de 698 de locuitori.